# 李琰 (運動員)
李琰（1966年9月18日—），女，辽宁省大连市人，中国短道速滑运动员、教练员，基督徒。

## 生平
李琰生于大连，两岁时随当时为现役军人的父亲来到黑龙江省的宝泉岭农场，在那里开始学滑冰。1981年，李琰开始在佳木斯市的合江体校接受滑冰专业训练。1982年获得全国少年比赛第二名，被调入牡丹江市体校训练，1987年进入中国短道速滑国家队。
1988年卡尔加里冬奥会，李琰获得女子1000米金牌、500米铜牌和1500米铜牌，当时短道速滑还是表演项目，不算正式项目，所获得的奖牌数并不被官方计算在内。
1992年阿尔贝维尔冬奥会，李琰获得500米银牌。1994年退役之后，她进入东北财经大学国际金融专业学习，毕业后在大连市税务局工作并结婚。

## 教练生涯
2001年，李琰被派往斯洛伐克援教，在两年时间内带领斯洛伐克队成为欧洲强队。2003年，李琰被聘为美国短道速滑队主教练。
2006年都灵冬奥会，李琰的弟子阿波罗·大野获得了男子500米金牌。2006年都灵冬奥会结束后，李琰拒绝了美国的续约要求，回国担任中国短道速滑队主教练。
2010年温哥华冬奥会，李琰带领王濛夺得短道速滑500米冠军，使王濛成为中国第一个在冬奥会上成功卫冕的冠军。在王濛赛完之后，她跪倒在冰面向教练李琰表示感谢。周洋夺得短道速滑1500米冠军，打破了韩国短道速滑在这个项目上的垄断，成为首位在冬奥会该项目上夺得金牌的非韩国选手。王濛，周洋，张会和孙琳琳组成的中国女队以4分06秒610的成绩打破女子3000米接力的世界纪录、勇夺冬奥会桂冠，为中国队夺得本届冬奥会第四枚金牌。这枚金牌不但打破了韩国队接力项目连续四届冬奥会的垄断，同时也是中国代表团在冬奥会历史上首枚团体金牌。王濛，周洋在女子1000米决赛中角逐冠军。最终，王濛获得冠军，中国女子短道速滑队包揽了4个所有项目的金牌，创造了冬奥会的记录。王濛也成为冬奥会史上三次夺冠的第一人。
2014年索契冬奥会，李琰带领中国短道速滑队在所有男女8個項目中均闖入決賽，獲得2金3銀1銅的優異戰績。2017年，她当选中国滑冰协会主席。2018年平昌冬奥会，李琰仍旧担任中国短道速滑队主教练，带领队伍获得1金2银。2019年1月，她就任中国奥委会委员，同年5月卸任中国短道速滑队主教练。2021年11月2日，李琰兼任中国速度滑冰队总教练。
2022年2月4日，李琰担任第二棒火炬手在2022年北京冬奥会开幕式的鸟巢体育场进行火炬传递。